# Ara Darzi, Baron Darzi of Denham

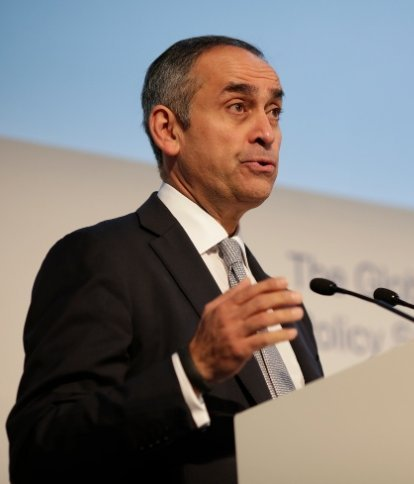
Ara Darzi, Baron Darzi of Denham

Ara Warkes Darzi, Baron Darzi of Denham OM, KBE, PC, FMedSci, HonFREng, FRCS, FRCSI, FRCSEd, FRCPSG, FACS, FCGI, FRCPE FRCP HonFRCPI (* 7. Mai 1960 im Irak) ist ein armenischstämmiger und im Irak geborener britischer Chirurg, Hochschullehrer sowie Politiker der Labour Party, der seit 2007 als Life Peer Mitglied des House of Lords ist.

## Leben
Darzi ist in Bagdad geboren, wo er mit seiner Schwester und seiner Familie als Flüchtling lebte. Ein Teil seiner Familie sind Überlebende des Völkermords an der Armeniern. Sein Großvater und dessen Söhne wurden während des Genozids hingerichtet, wohingegen die Tochter sowie die Großmutter überlebten, indem sie sich tot stellten. Darzis Familie lebte in Erzurum, von wo aus sie auf der Flucht vor dem Genozid mittellos zu Fuß nach Mossul wanderte. Darzis Vater ist 1930 in Bagdad geboren, wo er seine Mutter traf. Darzi besuchte mit seiner Familie armenische Messen, war Chorknabe und erlernte die armenische Sprache.

### Chirurg und Hochschullehrer
Nach dem Schulbesuch absolvierte Darzi ein Studium der Medizin am Royal College of Surgeons in Ireland und erwarb einen Doktor der Medizin am Trinity College Dublin. Er war zwischen 1991 und 1994 Chirurg am Middlesex Hospital in London und wurde danach Chirurg am Londoner St Mary’s Hospital. 1994 wechselte er an das Imperial College London und war daneben von 1995 bis 2001 Tutor für Chirurgie im Verdauungstrakt am Royal College of Surgeons of England sowie von 1995 bis 1999 Mitglied des Rates der chirurgischen Sektion der Royal School of Medicine.
1996 übernahm er die Paul Hamlyn-Professur für Chirurgie am Imperial College London und war in der Folgezeit auch Beiratsmitglied der Vereinigung für Koloproktologie (1997 bis 1999) sowie Mitglied der Politik- und Evaluierungsberatungsgruppe des Nuffield Trust (1997 bis 2001). 1998 übernahm er die Hunterian-Professur am Royal College of Surgeons und wurde darüber hinaus Leiter der Abteilung für chirurgische Technologie und Biochirurgie sowie der Hauptabteilung für Chirurgie, Onkologie, Reproduktive Biologie und Anästhesie der Medizinischen Fakultät des Imperial College.
In dieser Zeit wurde er ferner 1998 Mitglied des Lenkungsrates der Gesellschaft für chirurgische Forschung (Surgical Research Society) sowie Mitglied der Bildungsabteilung des Royal College of Surgeons und war zugleich zwischen 1998 und 1999 Sekretär und Beiratsmitglied der Gesellschaft für minimalinvasive Therapie. Darzi, der seit 1999 Mitglied des Lenkungsausschusses für neue und entstehende Anwendungen von Technologien des National Health Service (NHS) sowie Mitglied des Bildungsausschusses der Europäischen Vereinigung endoskopischer Chirurgen (EAES) ist, war zwischen 2000 und 2003 sowohl Mitglied der Modernisierungsaktionsgruppe des NHS sowie Vorsitzender der Londoner Modernisierungsbehörde.
Für seine Verdienste wurde er 2002 Knight Commander des Order of the British Empire und führte fortan den Namenszusatz „Sir“. Darzi ist ferner Fellow der Academy of Medical Sciences, der Royal Academy of Engineering, des Royal College of Surgeons, des Royal College of Surgeons in Ireland, des Royal College of Surgeons of Edinburgh, des Royal College of Physicians and Surgeons of Glasgow, des American College of Surgeons, des City and Guilds of London Institute, des Royal College of Physicians of Edinburgh, des Royal College of Physicians sowie des Royal College of Physicians of Ireland. 2013 wurde er Mitglied der Royal Society. 2016 erhielt er den Order of Merit.

### Oberhausmitglied und Juniorminister
Durch ein Letters Patent vom 12. Juli 2007 wurde Darzi als Life Peer mit dem Titel Baron Darzi of Denham, of Gerrards Cross in the County of Buckinghamshire, in den Adelsstand erhoben. Kurz darauf erfolgte am 19. Juli 2007 seine Einführung (Introduction) als Mitglied des House of Lords. Im Oberhaus gehört er zur Fraktion der Labour Party.
In der Folgezeit war er während der Amtszeit von Premierminister Gordon Brown zwischen 2007 und 2010 Staatsminister im Gesundheitsministerium und wurde 2009 Privy Councillor.

## Veröffentlichungen
Darzi verfasste im Laufe seines bisherigen Berufslebens mehr als 10 Fachbücher und 600 Fachaufsätze für Fachzeitschriften wie dem Journal of Surgery und Annals of Surgery. Zu seinen bekanntesten Büchern gehören:
- Laparoscopic Inguinal Hernia Repair, 1994, ISBN 978-1-899066-01-8
- Retroperitoneoscopy, 1996, ISBN 978-1-899066-29-2
- Atlas of Laparoscopic Surgical Technique, 1997, ISBN 978-0-7020-2011-7
- Clinical Surgery, 2003, ISBN 978-0-632-06394-9
- Key topics in surgical research and methodology, Mitautoren Thanos Athanasiou und Haile Debas, 2010, ISBN 978-3-540-71915-1
- Evidence Synthesis in Healthcare : A Practical Handbook for Clinicians, Mitautor Thanos Athanasiou, London 2011, ISBN 978-0-85729-175-2